# ダヴィッド・バブンスキー
ダヴィッド・バブンスキー（マケドニア語: Давид Бабунски, ラテン文字転写: David Babunski, 1994年3月1日 - ）は、北マケドニア共和国・スコピエ出身のプロサッカー選手。サッカー北マケドニア代表。ポジションはミッドフィールダー。
父親は元サッカー選手、指導者で、ガンバ大阪、北マケドニア共和国代表でもプレーしたボバン・バブンスキー。弟のドリアン・バブンスキーもプロサッカー選手である。日本での登録名は、2017年 - 2018年はダビド・バブンスキー、2019年はダヴィッド・バブンスキー。

## クラブ経歴
幼少期は父ボバンが所属するクラブの土地を渡り住み、2歳から4歳の間は大阪府に在住、日本の幼稚園に通っていた。
最終的にバルセロナに定住し 2006年からFCバルセロナのカンテラでキャリアをスタートさせた。同時期に久保建英らも在籍していた。2013年にFCバルセロナBに昇格。2016年1月26日にバルセロナとの契約満了が発表され、セルビア・スーペルリーガのレッドスター・ベオグラードと2年半の契約を交わした が、レッドスターでは多くの試合に絡むことはできなかった。
2017年1月30日、横浜F・マリノスに完全移籍で加入したことが発表された。2月25日、2017シーズン開幕となった浦和レッズ戦にて前半に先制点を挙げ、Jリーグ初ゴールを記録した。Jリーグで外国籍選手が親子でゴールを記録したのは、バブンスキが初である。2018年8月16日に両者合意のもと契約を解除する事が発表された。
2018年8月22日、大宮アルディージャへの加入が発表された
。2019年4月21日のJ2第10節で、FC町田ゼルビアに所属する弟ドリアンと同じタイミングで途中出場し、Jリーグで兄弟初対決を迎えた。交代前にはピッチサイドでハグをし、両チームのサポーターから拍手が贈られた。2019年12月25日、契約満了により大宮アルディージャを退団した。
2020年3月2日、1年半の契約でルーマニアのFCボトシャニに加入。同年12月29日に双方合意の上で契約解除。
2021年1月11日、2年半の契約でFCヴィトルル・コンスタンツァに加入したが、同年6月8日には双方合意の上で契約解除。
2021年7月8日、2年契約でハンガリーのデブレツェニVSCに加入。なお冬の移籍で弟ドリアンも加入したため、初めて兄弟で同じチームに所属することとなった。
2022年9月20日、メゼーケヴェシュド・ジョーリSEに加入。
2024年7月16日、ダンディー・ユナイテッドFCに1年契約で移籍。

## 代表歴
北マケドニア共和国代表として各年代でプレーし、2013年8月14日、ブルガリア代表戦でA代表デビューを果たした。

## 個人成績
| 国内大会個人成績 | 国内大会個人成績           | 国内大会個人成績 | 国内大会個人成績 | 国内大会個人成績 | 国内大会個人成績 | 国内大会個人成績 | 国内大会個人成績 | 国内大会個人成績 | 国内大会個人成績 | 国内大会個人成績 | 国内大会個人成績 |
| 年度             | クラブ                     | 背番号           | リーグ           | リーグ戦         | リーグ戦         | リーグ杯         | リーグ杯         | オープン杯       | オープン杯       | 期間通算         | 期間通算         |
| 年度             | クラブ                     | 背番号           | リーグ           | 出場             | 得点             | 出場             | 得点             | 出場             | 得点             | 出場             | 得点             |
| スペイン         | スペイン                   | スペイン         | スペイン         | リーグ戦         | リーグ戦         | 国王杯           | 国王杯           | オープン杯       | オープン杯       | 期間通算         | 期間通算         |
| ---------------- | -------------------------- | ---------------- | ---------------- | ---------------- | ---------------- | ---------------- | ---------------- | ---------------- | ---------------- | ---------------- | ---------------- |
| 2013-14          | バルセロナB                | 12               | セグンダB        | 19               | 1                | -                | -                | -                | -                | 19               | 1                |
| 2014-15          | バルセロナB                | 12               | セグンダB        | 16               | 0                | -                | -                | -                | -                | 16               | 0                |
| 2015-16          | バルセロナB                | 12               | セグンダB        | 13               | 0                | -                | -                | -                | -                | 13               | 0                |
| セルビア         | セルビア                   | セルビア         | セルビア         | リーグ戦         | リーグ戦         | リーグ杯         | リーグ杯         | オープン杯       | オープン杯       | 期間通算         | 期間通算         |
| 2015-16          | レッドスター               | 18               | スーペル         | 6                | 0                | 0                | 0                | -                | -                | 6                | 0                |
| 2016-17          | レッドスター               | 18               | スーペル         | 5                | 0                | 1                | 0                | -                | -                | 6                | 1                |
| 日本             | 日本                       | 日本             | 日本             | リーグ戦         | リーグ戦         | リーグ杯         | リーグ杯         | 天皇杯           | 天皇杯           | 期間通算         | 期間通算         |
| 2017             | 横浜FM                     | 33               | J1               | 20               | 3                | 3                | 0                | 4                | 0                | 27               | 3                |
| 2018             | 横浜FM                     | 33               | J1               | 5                | 0                | 5                | 0                | 1                | 0                | 11               | 0                |
| 2018             | 大宮                       | 24               | J2               | 6                | 0                | -                | -                | 0                | 0                | 6                | 0                |
| 2019             | 大宮                       | 11               | J2               | 27               | 4                | -                | -                | 2                | 0                | 29               | 4                |
| ルーマニア       | ルーマニア                 | ルーマニア       | ルーマニア       | リーグ戦         | リーグ戦         | リーグ杯         | リーグ杯         | ルーマニア杯     | ルーマニア杯     | 期間通算         | 期間通算         |
| 2019-20          | ボトシャニ                 | 10               | リーガ1          | 0                | 0                | -                | -                | 0                | 0                | 0                | 0                |
| 2020-21          | ボトシャニ                 | 10               | リーガ1          | 7                | 0                | -                | -                | 1                | 0                | 8                | 0                |
| 2020-21          | ヴィトルル・コンスタンツァ | 10               | リーガ1          | 9                | 0                | -                | -                | 0                | 0                | 9                | 0                |
| 通算             | スペイン                   | スペイン         | セグンダB        | 48               | 1                | -                | -                | -                | -                | 48               | 1                |
| 通算             | セルビア                   | セルビア         | スーペル         | 11               | 0                | 1                | 0                | -                | -                | 12               | 0                |
| 通算             | 日本                       | 日本             | J1               | 25               | 3                | 8                | 0                | 5                | 0                | 38               | 3                |
| 通算             | 日本                       | 日本             | J2               | 33               | 4                | -                | -                | 2                | 0                | 35               | 4                |
| 通算             | ルーマニア                 | ルーマニア       | リーガ1          | 16               | 0                | -                | -                | 1                | 0                | 17               | 0                |
| 総通算           | 総通算                     | 総通算           | 総通算           | 133              | 8                | 9                | 0                | 8                | 0                | 150              | 8                |

## 代表歴

### 出場大会
- U-21北マケドニア代表
  - 2017年 - UEFA U-21欧州選手権 (グループリーグ敗退)

### 試合数
- 国際Aマッチ 13試合 0得点（2013年- ）[25]

| 北マケドニア代表 | 国際Aマッチ | 国際Aマッチ |
| 年               | 出場        | 得点        |
| ---------------- | ----------- | ----------- |
| 2013             | 3           | 0           |
| 2014             | 3           | 0           |
| 2015             | 0           | 0           |
| 2016             | 2           | 0           |
| 2017             | 1           | 0           |
| 2022             | 4           | 0           |
| 2023             | 2           | 0           |
| 2024             |             |             |
| 通算             | 15          | 0           |

## 受賞

### 個人
- Jリーグ・月間ベストゴール賞：1回（2017年3月）